# NGC 5533
NGC 5533 (również PGC 50973 lub UGC 9133) – galaktyka spiralna (Sab), znajdująca się w gwiazdozbiorze Wolarza. Odkrył ją William Herschel 1 maja 1785 roku.